# Frank de Boer
Franciscus „Frank” de Boer (wym. [ˈfrɑŋk də ˈbur]; ur. 15 maja 1970 w Hoorn) – holenderski trener i piłkarz grający na pozycji obrońcy, reprezentant kraju, trener. Brat bliźniak Ronalda.
Wychowanek Ajaxu Amsterdam (pięciokrotny mistrz Holandii, dwukrotny zdobywca Pucharu Holandii, trzykrotny zdobywca Superpucharu Holandii, Ligi Mistrzów, Pucharu UEFA, Superpucharu Europy, Pucharu Interkontynentalnego), hiszpańskiej FC Barcelony (mistrz Hiszpanii). Z reprezentacją Holandii dwukrotnie uczestniczył na mistrzostwach świata (1994, 1998 – 4. miejsce) oraz trzykrotnie dotarł do półfinału mistrzostwach Europy (1992, 2000, 2004).
Jako trener szkolił juniorskie drużyny Ajaxu Amsterdam, a także był asystentem Berta van Marwijka w reprezentacji Holandii podczas mistrzostw świata 2010 w Południowej Afryce, na których Pomarańczowi sięgnęli po wicemistrzostwo świata. Następnie trener Ajaxu Amsterdam (czterokrotny mistrz Holandii, Superpuchar Holandii), włoskiego Interu Mediolan, angielskiego Crystal Palace, amerykańskiej Atlanty United (Campeones Cup, U.S. Open Cup), a ostatnio - od 23 września 2020 do 29 czerwca 2021, był selekcjonerem reprezentacji Holandii.

## Kariera piłkarska

### Ajax Amsterdam

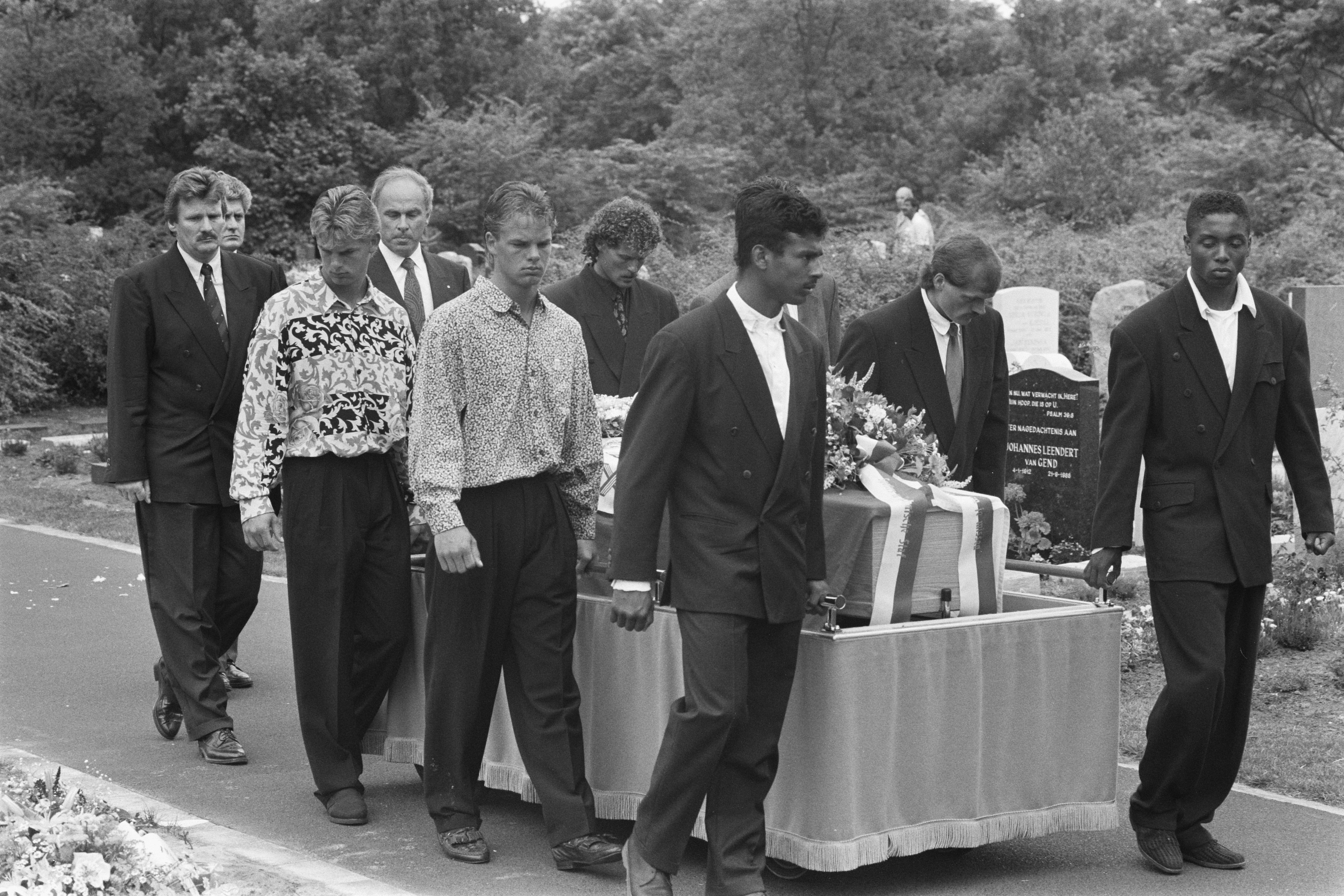
Frank de Boer jako karawaniarz dla kolegi z Ajaxu Amsterdam – Lloyda Doesburga, który zginął katastrofie lotu Surinam Airways 764 w 1989 roku.

Frank de Boer karierę piłkarską rozpoczął w 1988 roku w Ajaxie Amsterdam jako boczny obrońca, zanim przeszedł na środkową stronę tej formacji, w której przez wiele lat występował w reprezentacji Holandii.
Z Godenzonen pięciokrotnie zdobył mistrzostwo Holandii (1990, 1994, 1995, 1996, 1998), czterokrotnie wicemistrzostwo Holandii (1989, 1991, 1992), 3. miejsce w Eredivisie 1992/1993, dwukrotnie Puchar Holandii (1993, 1998) trzykrotnie Superpuchar Holandii (1993, 1994, 1995), a także międzynarodowe trofea: Puchar UEFA 1991/1992, Ligę Mistrzów 1994/1995, Superpuchar Europy 1995, Puchar Interkontynentalny 1995 oraz dotarł do finału Ligi Mistrzów 1995/1996, w którym jego zespół przegrał w serii rzutów karnych 4:2 z włoskim Juventusem Turyn (1:1 po dogrywce) na Stadio Olimpico w Rzymie, a także w 1996 roku znalazł się w Drużynie Marzeń magazynu ESM.
W trakcie sezonu 1998/1999 wraz z bratem bliźniakiem Ronaldem mimo podpisania sześcioletniego kontraktu z opcją przedłużenia, podjął skuteczne kroki prawne w celu unieważnienia tego kontraktu. Klub zgodził się ustnie, że jeśli nadejdzie lukratywna oferta dla jednego brata, zostanie on zwolniony, pod warunkiem, że drugi zostanie. Jednak działacze klubu najwyraźniej wycofał się z tej umowy po wprowadzeniu klubu na giełdę i obiecał akcjonariuszom że zatrzyma obu braci i zbuduje wokół nich zespół, który ponownie będzie walczył o Ligę Mistrzów. Ostatecznie w trakcie przerwy zimowej obaj bracia przenieśli się hiszpańskiej FC Barcelony.

### FC Barcelona
W styczniu 1999 roku, bracia de Boer przeszli za 22 000 000 funtów brytyjskich do hiszpańskiej FC Barcelony, gdzie wówczas trenerem był były trener braci de Boer w Ajaxie Amsterdam – Louis van Gaal i zdobyli w sezonie 1998/1999 mistrzostwo Hiszpanii.
Jednak po zdobyciu tytułu nie byli w stanie powtórzyć sukcesów z okresu pobytu w Ajaxie Amsterdam. Po sezonie 1999/2000 po zdobyciu zaledwie wicemistrzostwa Hiszpanii Van Gaal został zwolniony, a w 2001 roku Frank de Boer doznał hańby po uzyskaniu pozytywnego wyniku testu na zakazaną substancję – nandrolon, w wyniku czego został zawieszony, ale po pozytywnym odwołaniu Frank de Boer wrócił na boisko. Z Dumy Katalonii odszedł po sezonie 2002/2003.

### Późniejsze lata i koniec kariery
Frank de Boer na początku sezonu 2003/2004 został zawodnikiem tureckiego Galatasarayu Stambuł, jednak w 2004 roku w trakcie przerwy zimowej przeniósł się do szkockiego Glasgow Rangers i tym samym dołączył do występującego od 2001 roku w tym klubie brata bliźniaka Ronalda, z którym w barwach szkockiego klubu wywalczył wicemistrzostwo Szkocji. Po odejściu z klubu, bracia przenieśli się do Kataru, gdzie w latach 2004–2005 występowali najpierw w Ar-Rajjan, potem do Al-Shamal, w którym w kwietniu 2006 roku po rozegraniu zaledwie 1 meczu ligowego ogłosił zakończeniu kariery piłkarskiej w wieku 35 lat, natomiast jego brat bliźniak Ronald zakończył w tym klubie karierę piłkarską w marcu 2008 roku w wieku 37 lat.

## Kariera reprezentacyjna
Frank de Boer w reprezentacji Holandii w latach 1990–2004 rozegrał 112 meczów (w tym 69 jako kapitan), w których strzelił 13 goli. Debiut zaliczył 26 września 1990 roku w przegranym 1:0 meczu towarzyskim z reprezentacją Włoch rozegranym na Stadio La Favorita w Palermo, w którym w 70. minucie został zastąpiony przez innego debiutanta w tym meczu – Dennisa Bergkampa.

### Euro 1992
Pierwszym wielkim turniejem w karierze Franka de Boera były mistrzostwa Europy 1992 w Szwecji, na których dotarli do półfinału, w którym Pomarańczowi spotkali się z reprezentacją Danii. W tym meczu Frank de Boer po pierwszej połowie został zastąpiony przez Wima Kiefta, a Pomarańczowi po dogrywce remisowali 2:2 i tym samym doprowadzili do serii rzutów karnych, w których lepszy okazał się Duński dynamit wygrywając tę rywalizację 4:5 a potem sensacyjnie zdobył mistrzostwo Europy do zwycięstwie w finale 2:0 z reprezentacją Niemiec.

### Mundial 1994
Frank de Boer wystąpił z reprezentacją Holandii na mistrzostwach świata 1994 w Stanach Zjednoczonych, na których Pomarańczowi dotarli do ćwierćfinału, w którym przegrali 2:3 z późniejszym triumfatorem tego turnieju – reprezentacją Brazylii.

### Mundial 1998
Frank de Boer z powodu kontuzji kolana nie wystąpił na mistrzostwach Europy 1996 w Anglii, a po odejściu po tym turnieju dotychczasowego kapitana reprezentacji Holandii – Danny'ego Blinda został jego następcą. Wystąpił na mistrzostwach świata 1998 we Francji, gdzie ponownie był podstawowym zawodnikiem Pomarańczowych, na których turniej zakończyli na 4. miejscu po porażce 1:2 w meczu o 3. miejsce z reprezentacją Chorwacji, a Frank de Boer został wybrany do Drużyny Gwiazd turnieju.

### Euro 2000
Frank de Boer wystąpił również na mistrzostwach Europy 2000 rozegranych w Belgii i Holandii, na których Pomarańczowi dotarli do półfinału, w którym przegrali z reprezentacją Włoch po serii rzutów karnych (0:0, pd. 0:0, k. 3:1), a Frank de Boer został wybrany do Drużyny Gwiazd turnieju.

### Późniejsze lata i koniec kariery
Reprezentacja Holandii nie awansowała na mistrzostwa świata 2002 w Korei Południowej i Japonii, co uznano w środowisku piłkarskim za sensację.
Ostatnim wielkim turniejem w karierze Franka de Boera były mistrzostwa Europy 2004 w Portugalii. Frank de Boer wystąpił na tym turnieju tylko w dwóch meczach: w wygranym 0:3 meczu fazy grupowej z reprezentacją Łotwy oraz w ćwierćfinale z reprezentacją Szwecji, w którym Frank de Boer w 36. minucie został zastąpiony przez Wilfreda Boumę, a Pomarańczowi po dogrywce bezbramkowo remisowali i tym samym doprowadzili do serii rzutów karnych, w których okazali się lepsi wygrywając tę rywalizację 5:4. Był to ostatni mecz Franka de Boera w barwach Pomarańczowych, którzy w półfinale przegrali 2:1 z gospodarzami turnieju – reprezentacją Portugalii.

## Kariera trenerska

### Asystent Berta van Marwijka

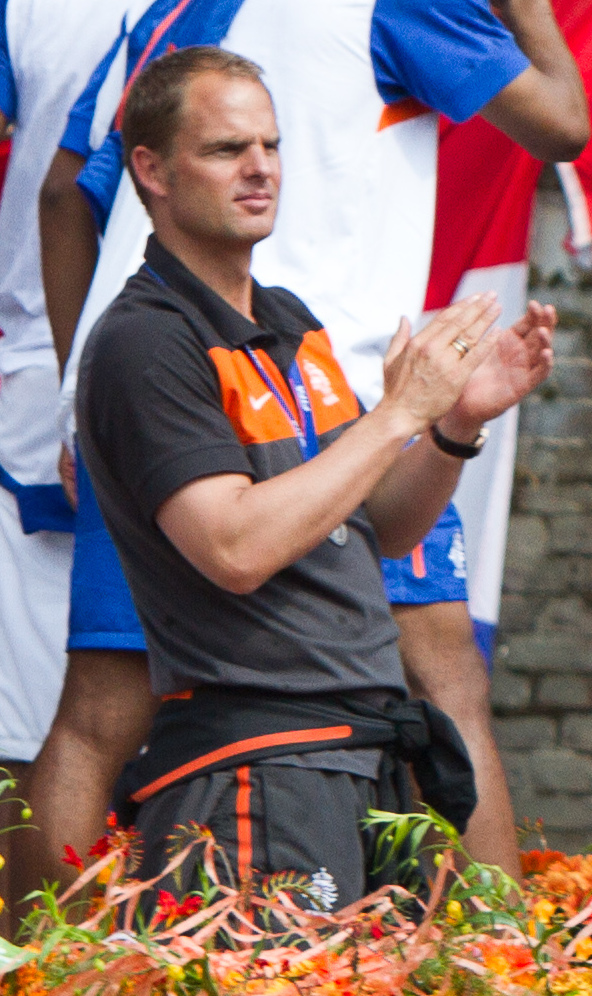
De Boer was assistant manager for the Dutch at the 2010 World Cup

Frank de Boer po zakończeniu kariery piłkarskiej rozpoczął karierę trenerską. W latach 2008–2010 obowiązki trenera drużyn juniorskich Ajaxu Amsterdam dzielił z obowiązkami asystenta Berta van Marwijka w reprezentacji Holandii, w tym podczas mistrzostw świata 2010 w Południowej Afryce, na których Pomarańczowi sięgnęli po wicemistrzostwo świata.

### Ajax Amsterdam
Frank de Boer w latach 2008–2010 szkolił drużyny juniorów Ajaxu Amsterdam, potem w latach 2010–2016 był trenerem seniorskiej drużyny Godenzonen, z którymi czterokrotnie wywalczył mistrzostwo Holandii (2011, 2012, 2013, 2014), dwukrotnie wicemistrzostwo Holandii (2015, 2016), Superpuchar Holandii 2013, dwukrotnie dotarł do finału Pucharu Holandii (2011, 2014), a także dwukrotnie został wybrany Trenerem Roku w Amsterdamie (De Fanny) (2012, 2014) oraz zdobył Nagrodę Rinusa Michelsa (2013, 2014).

### Inter Mediolan i Crystal Palace
9 sierpnia 2016 roku został trenerem włoskiego Interu Mediolan, jednak 1 listopada 2016 roku – po niecałych trzech miesiącach pracy z powodu słabych wyników Nerazzurrich pod wodzą Franka de Boera, został on zwolniony oraz zastąpiony przez Stefano Pioliego.
26 czerwca 2017 roku został trenerem angielskiego Crystal Palace, gdzie również 11 września 2017 roku – po niecałych trzech miesiącach pracy został zwolniony.

### Atlanta United
W 2019 roku po niecałej dwuletniej przerwie został trenerem klubu amerykańskiej ligi MLS – Atlanty United, z którym w tym samym roku zdobył Campeones Cup 2019 oraz U.S. Open Cup 2019.

### Reprezentacja Holandii
23 września 2020 roku Frank de Boer został selekcjonerem reprezentacji Holandii, gdzie zastąpił tymczasowego selekcjonera – Dwighta Lodewegesa, który funkcję objął po Ronaldzie Koemanie, który odszedł do hiszpańskiej FC Barcelony. Debiut w roli selekcjonera Pomarańczowych zaliczył 7 października 2020 roku na Johan Cruyff ArenA w Amsterdamie, gdzie jego podopieczni przegrali 0:1 w meczu towarzyskim z reprezentacją Meksyku. Pierwsze zwycięstwo Pomarańczowi pod wodzą Franka de Boera odnieśli 15 listopada 2020 roku, kiedy to pokonali 3:1 reprezentację Bośni i Hercegowiny na Johan Cruyff ArenA w Amsterdamie w ramach Ligi Narodów 2020/2021 Dywizji A, a ostatecznie w Grupie 1 rozgrywki w tym turnieju Pomarańczowi zakończyli na 2. miejscu i nie awansowali do turnieju finałowego we Włoszech. Po Euro 2020 podał się do dymisji.

## Statystyki

### Klubowe
| Klub                | Sezon              | Liga                    | Liga  | Liga   | Puchar krajowy | Puchar krajowy | Puchar międzynarodowy | Puchar międzynarodowy | Inne  | Inne   | Łącznie | Łącznie |
| Klub                | Sezon              | Liga                    | Mecze | Bramki | Mecze          | Bramki         | Mecze                 | Bramki                | Mecze | Bramki | Mecze   | Bramki  |
| ------------------- | ------------------ | ----------------------- | ----- | ------ | -------------- | -------------- | --------------------- | --------------------- | ----- | ------ | ------- | ------- |
| Ajax Amsterdam      | 1988/1989          | Eredivisie              | 27    | 0      | 2              | 0              |                       |                       | –     | –      | 29      | 0       |
| Ajax Amsterdam      | 1989/1990          | Eredivisie              | 25    | 0      | 3              | 0              | 1                     | 0                     | –     | –      | 29      | 0       |
| Ajax Amsterdam      | 1990/1991          | Eredivisie              | 34    | 1      | 2              | 0              |                       |                       | –     | –      | 36      | 1       |
| Ajax Amsterdam      | 1991/1992          | Eredivisie              | 30    | 1      | 3              | 0              | 12                    | 0                     | –     | –      | 45      | 1       |
| Ajax Amsterdam      | 1992/1993          | Eredivisie              | 34    | 3      | 5              | 1              | 8                     | 1                     | –     | –      | 47      | 3       |
| Ajax Amsterdam      | 1993/1994          | Eredivisie              | 34    | 1      | 4              | 2              | 6                     | 1                     | 1     | 1      | 45      | 5       |
| Ajax Amsterdam      | 1994/1995          | Eredivisie              | 34    | 9      | 3              | 0              | 10                    | 2                     | 1     | 0      | 48      | 11      |
| Ajax Amsterdam      | 1995/1996          | Eredivisie              | 32    | 3      | 2              | 0              | 9                     | 1                     | 1     | 1      | 44      | 5       |
| Ajax Amsterdam      | 1996/1997          | Eredivisie              | 32    | 4      | 0              | 0              | 9                     | 0                     | 1     | 0      | 42      | 4       |
| Ajax Amsterdam      | 1997/1998          | Eredivisie              | 31    | 5      | 5              | 2              | 8                     | 2                     | –     | –      | 44      | 9       |
| Ajax Amsterdam      | 1998/1999          | Eredivisie              | 15    | 3      | 1              | 0              | 6                     | 0                     | –     | –      | 22      | 3       |
| Łącznie             | Łącznie            | Łącznie                 | 328   | 30     | 30             | 5              | 69                    | 7                     | 4     | 2      | 431     | 44      |
| FC Barcelona        | 1998/1999          | Primera División        | 19    | 2      | 4              | 2              |                       |                       | –     | –      | 23      | 4       |
| FC Barcelona        | 1999/2000          | Primera División        | 22    | 0      | 7              | 0              | 12                    | 2                     | 2     | 0      | 43      | 2       |
| FC Barcelona        | 2000/2001          | Primera División        | 34    | 3      | 7              | 1              | 11                    | 1                     | –     | –      | 52      | 5       |
| FC Barcelona        | 2001/2002          | Primera División        | 34    | 0      | 0              | 0              | 13                    | 0                     | –     | –      | 47      | 0       |
| FC Barcelona        | 2002/2003          | Primera División        | 35    | 0      | 1              | 0              | 14                    | 3                     | –     | –      | 50      | 3       |
| Łącznie             | Łącznie            | Łącznie                 | 144   | 5      | 19             | 3              | 50                    | 6                     | 2     | 0      | 215     | 14      |
| Galatasaray Stambuł | 2003/2004          | Süper Lig               | 15    | 1      | 0              | 0              | 6                     | 0                     | –     | –      | 21      | 1       |
| Łącznie             | Łącznie            | Łącznie                 | 15    | 1      | 0              | 0              | 6                     | 0                     | –     | –      | 21      | 1       |
| Glasgow Rangers     | 2003/2004          | Scottish Premier League | 15    | 2      | 2              | 0              |                       |                       | –     | –      | 17      | 2       |
| Łącznie             | Łącznie            | Łącznie                 | 15    | 2      | 2              | 0              | 0                     | 0                     | –     | –      | 17      | 2       |
| Ar-Rajjan           | 2004/2005          | Q-League                | 16    | 5      |                |                |                       |                       | –     | –      | 16      | 5       |
| Łącznie             | Łącznie            | Łącznie                 | 16    | 5      |                |                |                       |                       | –     | –      | 16      | 5       |
| Al-Shamal           | 2005/2006          | Q-League                | 1     | 0      |                |                |                       |                       | –     | –      | 1       | 0       |
| Łącznie             | Łącznie            | Łącznie                 | 1     | 0      |                |                |                       |                       | –     | –      | 1       | 0       |
| Łącznie w karierze  | Łącznie w karierze | Łącznie w karierze      | 519   | 43     | 51             | 8              | 125                   | 13                    | 6     | 2      | 701     | 66      |

### Reprezentacyjne
| Reprezentacja | Rok     | Mecze | Bramki |
| ------------- | ------- | ----- | ------ |
| Holandia      |         |       |        |
| 1990          | 3       | 0     |        |
| 1991          | 2       | 1     |        |
| 1992          | 7       | 0     |        |
| 1993          | 7       | 0     |        |
| 1994          | 14      | 0     |        |
| 1995          | 6       | 0     |        |
| 1996          | 5       | 1     |        |
| 1997          | 6       | 3     |        |
| 1998          | 15      | 1     |        |
| 1999          | 7       | 0     |        |
| 2000          | 13      | 4     |        |
| 2001          | 6       | 1     |        |
| 2002          | 7       | 1     |        |
| 2003          | 10      | 1     |        |
| 2004          | 4       | 0     |        |
| Łącznie       | Łącznie | 112   | 13     |

### Gole w reprezentacji
| Lp. | Data       | Stadion                                 | Przeciwnik | Wynik | Turniej           |
| --- | ---------- | --------------------------------------- | ---------- | ----- | ----------------- |
| 1.  | 05.06.1991 | Stadion Olimpijski, Helsinki            | Finlandia  | 1:1   | El. Euro 1992     |
| 2.  | 09.11.1996 | Philips Stadion, Eindhoven              | Walia      | 7:1   | El. Mundialu 1998 |
| 3.  | 29.03.1997 | Amsterdam Arena, Amsterdam              | San Marino | 4:0   | El. Mundialu 1998 |
| 4.  | 29.03.1997 | Amsterdam Arena, Amsterdam              | San Marino | 4:0   | El. Mundialu 1998 |
| 5.  | 30.04.1997 | San Marino Stadium, Serravalle          | San Marino | 6:0   | El. Mundialu 1998 |
| 6.  | 01.06.1998 | Philips Stadion, Eindhoven              | Paragwaj   | 5:1   | Towarzyski        |
| 7.  | 04.06.2000 | Stade Olympique de la Pontaise, Lozanna | Polska     | 3:1   | Towarzyski        |
| 8.  | 11.06.2000 | Amsterdam Arena, Amsterdam              | Czechy     | 1:0   | Euro 2000         |
| 9.  | 21.06.2000 | Amsterdam Arena, Amsterdam              | Francja    | 3:2   | Euro 2000         |
| 10. | 15.11.2000 | Estadio Olímpico, Sewilla               | Hiszpania  | 2:1   | Towarzyski        |
| 11. | 02.06.2001 | Lilleküla Stadium, Tallinn              | Estonia    | 4:2   | El. Mundialu 2002 |
| 12. | 27.03.2002 | Stadion Feijenoord, Rotterdam           | Hiszpania  | 1:0   | Towarzyski        |
| 13. | 19.11.2003 | Amsterdam Arena, Amsterdam              | Szkocja    | 6:0   | El. Euro 2004     |

### Trenerskie
| Klub           | Od         | Do         | Wyniki | Wyniki | Wyniki | Wyniki | Wyniki  |
| Klub           | Od         | Do         | M      | Z      | R      | P      | % Zwyc. |
| -------------- | ---------- | ---------- | ------ | ------ | ------ | ------ | ------- |
| Ajax Amsterdam | 06.12.2010 | 11.05.2016 | 263    | 158    | 58     | 47     | 60.1    |
| Inter Mediolan | 09.08.2016 | 01.11.2016 | 14     | 5      | 2      | 7      | 35.7    |
| Crystal Palace | 26.06.2017 | 11.09.2017 | 5      | 1      | 0      | 4      | 20.0    |
| Atlanta United | 23.12.2018 | 24.07.2020 | 55     | 31     | 5      | 19     | 56.4    |
| Holandia       | 23.09.2020 | 29.06.2021 | 13     | 8      | 3      | 2      | 61,5    |
| Ogólnie        | Ogólnie    | Ogólnie    | 350    | 203    | 68     | 79     | 58,0    |

## Sukcesy

### Zawodnicze
Ajax Amsterdam
- Mistrzostwo Holandii: 1990, 1994, 1995, 1996, 1998
- Wicemistrzostwo Holandii: 1989, 1991, 1992
- 3. miejsce w Eredivisie: 1993
- Puchar Holandii: 1993, 1998
- Superpuchar Holandii: 1993, 1994, 1995
- Liga Mistrzów: 1995
- Finał Ligi Mistrzów: 1996
- Puchar UEFA: 1992
- Superpuchar Europy: 1995
- Puchar Interkontynentalny: 1995

FC Barcelona
- Mistrzostwo Hiszpanii: 1999
- Wicemistrzostwo Hiszpanii: 2000

Glasgow Rangers
- Wicemistrzostwo Szkocji: 2004

Reprezentacja Holandii
- 4. miejsce mistrzostw świata: 1998
- Półfinał mistrzostw Europy: 1992, 2000, 2004

### Trenerskie
Ajax Amsterdam
- Mistrzostwo Holandii: 2011, 2012, 2013, 2014
- Wicemistrzostwo Holandii: 2015, 2016
- Finał Pucharu Holandii: 2011, 2014
- Superpuchar Holandii: 2013

Atlanta United
- Campeones Cup: 2019
- U.S. Open Cup: 2019

### Indywidualne
- Drużyna marzeń ESM: 1996[16]
- Drużyna marzeń mistrzostw świata: 1998
- Drużyna marzeń mistrzostw Europy: 2000
- Trener Roku w Amsterdamie (De Fanny): 2012, 2014[17]
- Nagroda Rinusa Michelsa: 2013, 2014
- JFK's Greatest Man Award: 2013[18]
- Golden Foot: 2016 jako legenda piłki nożnej[19]

## Życie prywatne
Frank de Boer urodził się jako syn Keesa i Git. Oprócz starszego o 10 minut brata bliźniaka Ronalda ma siostrę Anję. Od 1999 roku jest żonaty z Helen (ur. 1974), z którą ma trzy córki: Romy (ur. 1994), Jacky (ur. 1997), które próbują swoich sił jako modelki oraz Beau (ur. 1999), która jest piłkarką ręczna, reprezentantką Holandii U-18. Jest także wujkiem dwóch innych piłkarzy: bliźniaków Ruuda i Jaapa Jongów.